# Бокшаница
Бокшаница је планина у општини Рогатица, Република Српска, БиХ.
Налази се сјеверозападно од Вишеграда у општини Рогатица, у источној Босни. Највиши врх је Клинац са 1.275 m надморске висине.
Бокшаница је грађена од средње тријаскихвапненаца.

## Степен заштите
Бокшаница је уврштна у план заштите и унапређења квалитета животне средине Републике Српске до 2025 године.